# Josep Puerto Guaita
Josep Puerto Guaita (Almussafes, Ribera Baixa, 8 de març de 1999) és un jugador de bàsquet valencià que milita en les files del València Basket de la Lliga ACB. Mesura 2,02 metres, i juga en la posició d'aler. Actualment és el capità de l'equip.

## Trajectòria
Puerto es va formar en el CB Marcelina de Benifaió i va ingressar en categoria infantil a L'Alqueria del Basket, cantera de València Basket on va començar a destacar des de ben prompte, arribant a ser nomenat Quintet Ideal de la Minicopa celebrada a Vitòria. Va explotar sent Cadet de primer any guanyant l'MVP de la fase final del País Valencià i liderant el València Basket fins a quarts de final.
Realitzaria una gran temporada 2015-16, en el grup E de la Lliga EBA estant entre els millors de la categoria i formant part de les categories inferiors de la selecció espanyola. Un fix amb la selecció des de la Sub-14, disputant gran quantitat de tornejos, entre ells dos Europeus. Però no va poder participar en el Mundial de Saragossa a causa de problemes personals.
Debutaria en l'Eurocup de la mà de l'entrenador català Pedro Martínez en la temporada 2015-16 en el partit de la desena jornada, disputat a la Font de Sant Lluís entre el seu club i el Proximus Spirou Charleroi belga. Puerto va entrar a pista amb el número 51 i va anotar dos punts, sent encara júnior i convertint-se en el tercer jugador més jove a debutar amb el València Basket.
En la temporada 2016-17, forma part de la plantilla del filial que disputa Lliga EBA i entrena amb el primer equip ACB, on forma part de les convocatòries per a jugar ACB i Eurocup.
El 5 de març de 2017, faria el seu debut en Lliga ACB, en el Buesa Arena enfront del Saski Baskonia. Les baixes del València van incloure en la llista al jove Josep Puerto, que va gaudir d'un minut i 21 segons en pista en els quals va fer dues faltes personals i va fallar un triple. Durant aquesta temporada 2017-18 es va convertir en un habitual dels entrenaments del primer equip i va arribar a disputar 16 partits, debutant en EuroLliga curiosament també en casa del Baskonia.
Al setembre de 2018, el jugador és cedit a l'Oviedo Club Bàsquet de la Lliga LEB Or. Després de només 6 partits amb el conjunt asturià, Puerto va patir una lesió en l'esquena que va obligar València Basket a rescindir la cessió per tal de tornar a València i recuperar-se. Finalment va acabar disputant un partit de Lliga ACB 2018/19 front a Movistar Estudiantes.
Durant la temporada 2019-20, el jugador és cedit al TAU Castelló de la Lliga LEB Or per una temporada. Aquesta temporada va ser molt completa, amb una mitjana de 7.1 punts, 3.1 rebots i un 48.3% en triples.
L'1 de setembre de 2020, el València Basket va aconseguir un acord amb el TAU Castelló per a tornar a cedir per segona temporada consecutiva a Puerto al club castellonenc, però el 5 d'octubre de 2020 i després de la lesió de Marinkovic, el club decideix repescar-lo i trencar l'acord de cessió, perquè passe a formar part de la primera plantilla del València Basket en Lliga Endesa durant la temporada 2020-21, arribant a disputar 34 partits.
Després d'aquesta temporada, Puerto es va assentar definitivament al planter de València Basket i el club va decidir renovar el seu contracte fins al 2025.

## Selecció nacional
Amb les categoria inferiors de la selecció espanyola, en 2015 disputaria l'Europeu Sub-16, en Kaunas (Lituània); al desembre de 2016, juga l'Europeu Sub-18, en Samsun (Turquia); i el 2017 obté la Plata en l'Europeu Sub-18 d'Eslovàquia.